# حركة الاستقلال الكورية

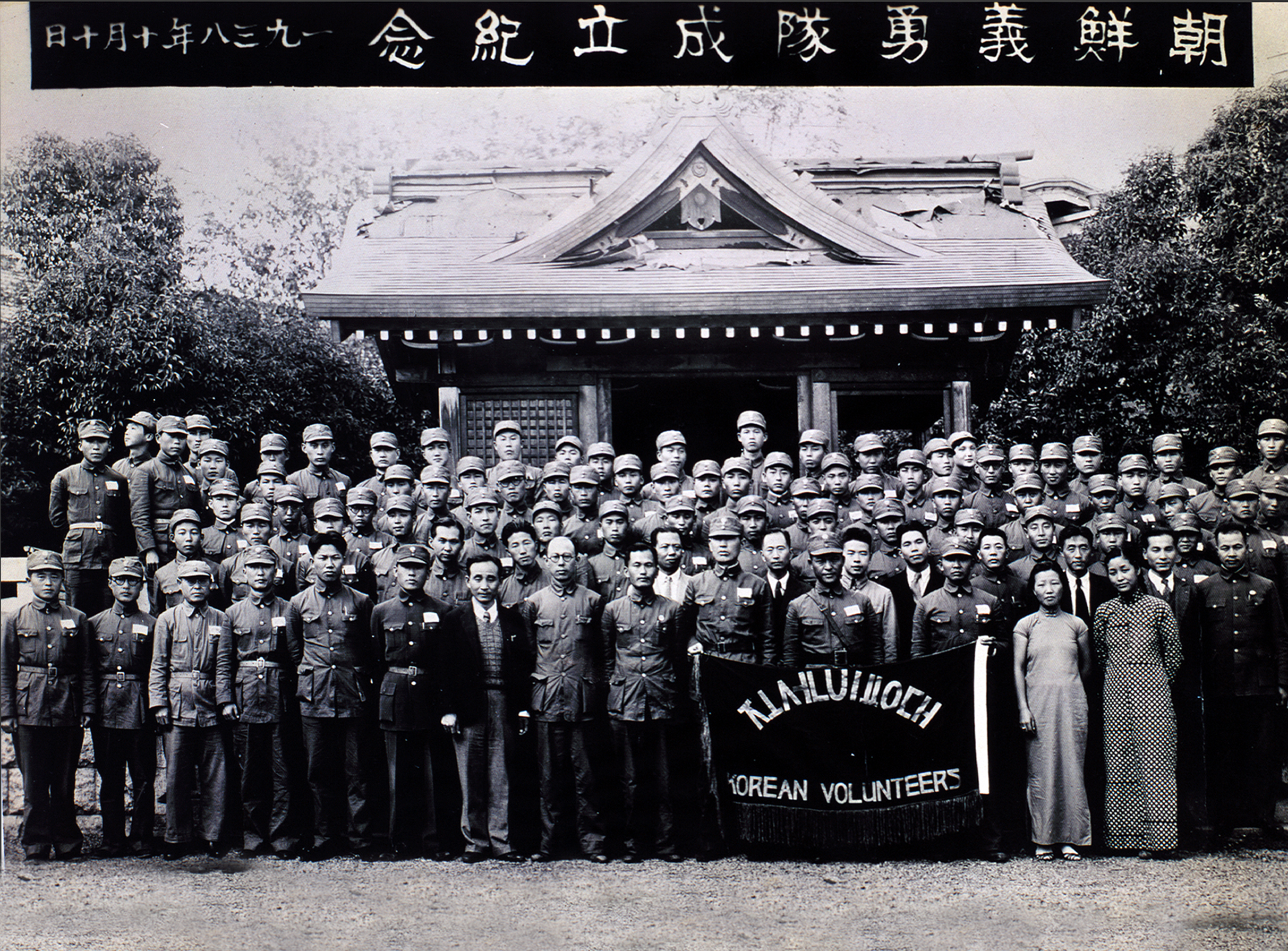
سياسيون كوريون سنة 1938م

تُعَد حركة الاستقلال الكورية حملة عسكرية ودبلوماسية لتحقيق الاستقلال من اليابان، بعد ضم اليابان لكوريا عام 1910، إذ بلغت المقاومة الداخلية الكورية ذروتها في مارس، وهرب القادة الكوريون إلى الصين، حيث أقامت أنشطة الاستقلال روابط مع الحكومة الوطنية لجمهورية الصين التي دعمت حكومة جمهورية كوريا المؤقتة، بوصفها حكومةً في المنفى. وفي الوقت ذاته قاد الجيش الكوري الليبرالي الذي عمل تحت إشراف المجلس العسكري الوطني الصيني هجمات ضد اليابان.
وبعد اندلاع حرب المحيط الهادئ، انضمت الصين إلى الحلفاء في الحرب العالمية الثانية. أما في الحرب الصينية اليابانية الثانية، فقد حاولت الصين استخدام هذا النفوذ لتأكيد اعتراف الحلفاء بالجمهورية الكورية المؤقتة. ومع ذلك فقد شككت الولايات المتحدة في وحدة كوريا واستعدادها للاستقلال وقدموا اقتراحات دولية مثل تقسيم شبه الجزيرة الكورية. توصل الحلفاء إلى اتفاق بشأن الاستقلال الكوري النهائي في إعلان القاهرة عام 1943. ما أدى إلى اندلاع الحروب الكورية استمرارًا للخلاف والغموض حول الحكومة الكورية بعد الحرب العالمية الثانية، حتى الحرب اليابانية السوفيتية، إذ قُسمت كوريا إلى منطقتين سوفيتية وأمريكية.
أصبح تاريخ استسلام اليابان عطلة سنوية تُسمى استعادة يوم النور في كوريا الجنوبية، وفي كوريا الشمالية يُسمى يوم تحرير الوطن.

## التاريخ

### ما قبل الاحتلال الياباني لكوريا
استمرت حقبة آخر ملكية كورية مستقلة، أسرة جوسون، قبل احتلال اليابان لكوريا، أكثر من 500 عام (1392-1910)، سواء بوصفها مملكة جوسون أو فيما بعد بوصفها إمبراطورية كوريا. وكانت مكانتها وسياساتها الدولية تُدار في المقام الأول من خلال الدبلوماسية المتأنية تماشيًا مع السلطة في الصين (شهدت تلك الفترة سيطرة أسرة يوان على الصين، وصعود وسقوط كل من أسرة مينغ وأسرة تشينغ)، ولو أن التفاهمات الأخرى مع الكيانات الدولية المختلفة لم تكن غائبة. ومن خلال هذه المناورة والالتزام المتفاني بالسياسات الخارجية والمحلية الكونفوشيوسية الجديدة، احتفظت كوريا بسيطرتها على شؤونها الداخلية واستقلالها الذاتي النسبي على المستوى الدولي، رغم أنها كانت عمليًا من أنصار السلالات الحاكمة في الصين أكثر تلك الفترة. وكانت هذه السياسات فعالة في الحفاظ على الاستقلال النسبي والاستقلال الذاتي المحلي لكوريا، رغم عدد من الاضطرابات الإقليمية وعمليات الغزو (مثل الغزو الياباني لكوريا في الفترة 1592-1598، وغزو مانشو الأول والثاني لكوريا).
في نهاية القرن التاسع عشر وأوائل القرن العشرين، ومع صعود الإمبريالية الغربية التي عززتها الثورة الصناعية وغيرها من الاتجاهات الدولية الرئيسية، إضافةً إلى ضعف كوريا، أدى كل ذلك إلى جعلها عرضة للمناورات الخارجية والتعدي عليها، بهدف الوصول إلى الخطوة الأهم: الصين، وفي تلك الفترة (من 1870 إلى أن قامت اليابان بضمها عام 1910) شهدت كوريا اضطرابات كبرى والعديد من المكايد، وعدم قدرة إمبراطورية كوريا اللاحقة على تصحيح مسارها وسط كل المناورات الدائرة حولها من قبل قوى أكبر (مثل روسيا واليابان والصين، وبدرجة أقل فرنسا وبريطانيا والولايات المتحدة)، إضافةً إلى الثورات وأحداث العصيان، وغيرها من المؤشرات التي تدل على عهد مضطرب، مع نهاية الحرب الصينية اليابانية الأولى عام 1895، وكان من الواضح على المستوى الدولي أن الصين لم تعد قادرة على حماية مصالحها الدولية، فضلًا عن حماية مصالحها الخاصة ضد خصومها، وأن محاولاتها لتحديث مؤسساتها العسكرية باءت بالفشل.
وفي خضم هذه الأحدث، نصت معاهدة شيمونوسيكي التي أنهت الحرب، على أن تتخلى الصين عن سلطتها ونفوذها في كوريا، وتعترف باستقلال كوريا الذاتي الكامل، وإنهاء النظام الشرفي الذي ربط بين الصين وكوريا قرونًا عديدة. عمليًا، يتضمن هذا النص نقل النفوذ الأجنبي الرئيسي في كوريا من الصين إلى اليابان، بعد أن اتخذت القوات اليابانية قواعد في شبه الجزيرة الكورية في أثناء الحرب. مهد هذا الطريق أمام الإمبراطورية اليابانية لتعزيز نفوذها في كوريا من دون تدخل صيني رسمي.
وفي عام 1905، جعلت معاهدة أولسا إمبراطورية كوريا محميةً يابانية (تأسست الإمبراطورية الكورية سنة 1897 لوضع الملك جوجونغ على قدم المساواة من الناحية القانونية مع الملوك جيرانه، ولقطع روابط السيادة الكورية السطحية تمامًا مع الصين) وفي عام 1907، نصت المعاهدة بين اليابان وكوريا على سن وتنفيذ سياسات كوريا بتوجيه من الجنرال الياباني المقيم، وفي عام 1910، أعلنت اليابان رسميًا ضمها لكوريا، وهي خطوة كانت اليابان تستعد لها فترةً طويلة من الزمن. تمت جميع هذه المعاهدات تحت الإكراه، ومع ذلك رفض إمبراطور كوريا سنجونغ التوقيع على أي منها واعتبرها غير قانونية وغير ملزمة (رغم أنه لم تكن لديه سلطة حقيقية لمعارضتها).
اعتُبرت معاهدة 1905 (وتمديد معاهدة 1907) ومعاهدة الضم 1910 باطلتين، في أثناء المفاوضات بين كوريا واليابان عام 1965.

### الحكم الياباني
كان الحكم الياباني الذي أعقب ذلك قمعيًا إلى حد بعيد، الأمر الذي أدى إلى ظهور العديد من حركات المقاومة الكورية. وبحلول سنة 1919، انتشرت هذه الحركة في كل أنحاء البلد، وأصبحت معروفة بحركة 1 مارس.
كان الحكم الياباني قمعيًا لكنه تغير بمرور الوقت. في البداية، حدث قمع شديد جدًا في العقد الذي أعقب الضم، وهي فترة مظلمة بالنسبة إلى الكوريين. فقد ألقي القبض على عشرات الآلاف من الكوريين لأسباب سياسية. وأدت قسوة الحكم الياباني إلى زيادة دعم حركة الاستقلال الكورية. وغادر العديد من الكوريين البلاد، وشكل بعضهم جماعات مقاومة في منشوريا للكفاح من أجل استقلال كوريا. وخاض الكوريون صراعًا مسلحًا ضد اليابانيين. وفي عشرينيات القرن الماضي، شاركت وحدات جيش الاستقلال الكوري في أنشطة المقاومة في منشوريا والمقاطعات البحرية في سيبيريا. وذهب بعضها إلى اليابان لتعمل في الخفاء. وكان فريق بارز من الشيوعيين الكوريين في اليابان في خطر بسبب نشاطاتهم السياسية.
أعقب ذلك اتخاذ بعض الإجراءات للحد من السياسات القاسية، كون كوريا تعارض السياسات الاستعمارية، ومن هذه الإجراءات زواج ولي العهد الكوري من الأميرة ناشيموتو، ورفع الحظر المفروض على الصحف الكورية، وتلقي العاملين في الحكومة الكورية نفس الأجور التي يحصل عليها المسؤولون اليابانيون، وإن كان المسؤولون اليابانيون يتلقون مكافآت لا يحصل عليها الكوريون. وإلغاء عقوبة الجلد بسبب مخالفات بسيطة. وتغيير القوانين التي تتعارض مع الدفن أو ذبح الحيوانات أو أسواق الفلاحين أو العادات التقليدية.
بعد قانون حفظ السلام عام 1925، تم تقييد بعض الحريات. ثم في الفترة التي سبقت غزو الصين والحرب العالمية الثانية، عادت قسوة الحكم الياباني تتزايد من جديد.

### دبلوماسية الحرب العالمية الثانية
رغم أن إمبراطورية اليابان غزت واحتلت شمال شرق الصين منذ عام 1931، حاولت الحكومة الصينية تجنب إعلان الحرب ضد اليابان، إلى أن هاجمت الإمبراطورية بكين مباشرةً عام 1937، فاندلعت الحرب الصينية اليابانية الثانية. وبعد إعلان الولايات المتحدة الحرب على اليابان عام 1941، انضمت الصين إلى الحلفاء، وحاولت ممارسة نفوذها داخل المجموعة لدعم القومية المناهضة للاستعمار الآسيوي، التي تضمنت المطالبة بالاستسلام الياباني والاستقلال الكوري.
حاولت الصين تعزيز شرعية حكومة كوريا المؤقتة، التي أنشأها الكوريون في الصين بعد قمع حركة 1 مارس في كوريا. إذ كانت الحكومة الكورية المؤقتة منحازة أيديولوجيًا للحكومة الصينية آنذاك، بعد أن وافق زعيم الاستقلال كيم كوو على اقتراح شيانغ كاي شيك بتبني المبادئ الصينية الثلاثة لبرنامج الشعب، في مقابل المساعدات المالية. وفي الوقت نفسه، ساندت الصين زعيم الاستقلال اليساري كيم وون بونغ وأقنعت الكيمين بتشكيل جيش التحرير الكوري الموحد. وبموجب الشروط التي سمحت لجيش التحرير الكوري بالعمل في الصين، أصبح تابعًا للجيش الوطني الثوري الصيني حتى عام 1945. وقرر المجلس العسكري الوطني الصيني أيضا أن الاستقلال الكامل لكوريا هو السياسة الصينية الأساسية تجاه كوريا، وحاولت الحكومة في تشونغتشينغ توحيد الفصائل الكورية المتنازعة.
ورغم أن بعض الزعماء الكوريين مثل سينجمان ري حاولوا التأثير على الولايات المتحدة لدعم استقلال كوريا والاعتراف بالحكومة الكورية المؤقتة، ظلت الولايات المتحدة متشككة حول الانقسام في الشرق الأقصى، بحجة أن الشعب الكوري ضعيف سياسيًا بعد عقود من الحكم الياباني، وأظهر قدرًا كبيرًا من الانقسام، وفضلت حل السيادة المشتركة لكوريا بمشاركة السوفييت. كانت الصين تعارض بشدة النفوذ السوفييتي في كوريا بعد الفظائع السوفييتية في بولندا. وبحلول مؤتمر القاهرة، توصلت الولايات المتحدة والصين إلى اتفاق حول استقلال كوريا في الوقت المناسب، وظلت الصين تضغط من أجل الاعتراف الفوري بحكومة المنفى وتحديد موعد محدد للاستقلال. وبعد تدهور العلاقات السوفييتية الأميركية في أغسطس 1945، وافقت الولايات المتحدة على إنزال قوات صينية إلى بوسان في كوريا لمنع استيلاء السوفييت عليها. إلا أن هذا التحول كان متأخرًا للغاية لمنع تقسيم كوريا، إذ سارع الجيش الأحمر إلى احتلال شمال كوريا في نفس الشهر.

## الأيديولوجيات والاهتمامات
رغم وجود العديد من الحركات المنفصلة ضد الحكم الاستعماري، كانت الأيديولوجية أو الغرض الرئيسي للحركة هو تحرير كوريا من الحكم العسكري والسياسي الياباني. شعر الكوريون بالقلق إزاء السيطرة الأجنبية، ورغبوا في استعادة السيادة السياسية المستقلة لكوريا بعد غزو اليابان للإمبراطورية الكورية التي أصابها الضعف والتحديث الجزئي. نتيجة مناورات اليابان السياسية الرامية إلى تأمين الموافقة الدولية على ضم كوريا بموجب المعاهدة. وفي أثناء حركة الاستقلال، كانت بقية بلدان العالم تنظر إلى حركة المقاومة الكورية بوصفها تمردًا عنصريًا معاديًا للإمبريالية العسكرية، وحركة مقاومة مناهضة لليابان. غير أن الكوريين عدوا هذه الحركة خطوة لتحرير كوريا من الحكم العسكري الياباني.

## ثورة 1919
كتب الكوريون بيان إعلان الاستقلال عن اليابان بتوقيع 33 من أبرز قادة الحركة الوطنية الكورية، معلنين حقهم في الخروج في مظاهرات يوم الأول من مارس/آذار من العام 1919 للمنادات بحقهم في الاستقلال.
وخرج الشعب الكوري بأكمله في مسيرات سلمية من أجل إعلان الاحتجاج ضد المحتل الياباني الذي حاول قمع هذه الثورات.
وتقول الإحصائيات إن ضحايا ذلك اليوم من الشعب الكوري بلغوا 7500 قتيل، وأكثر من 46 ألف معتقل، وآلاف المصابين.

### نتائج الثورة
كانت حركة الاستقلال الكورية في 1 مارس /آذار بمثابة الشرارة التي أشعلت حركة المقاومة لدى الكوريين، رغم عدم نجاحها، إلا أنها أسفرت عن تكوين حكومة كورية جزئية في المنفى في شنغهاي.